# Studio 1
Studio 1 är ett musikalbum av den brittiska tjejgruppen All Saints. Det är gruppens tredje studioalbum och släpptes den 13 november 2006.

## Låtförteckning
1. "Rock Steady" – 2:47
2. "Chick Fit" – 3:33
3. "On And On" – 3:59
4. "Scar" – 3:50
5. "Not Eazy" – 3:17
6. "Hell No" – 3:40
7. "One Me And You" – 3:36
8. "Headlock" – 3:31
9. "Too Nasty" – 3:55
10. "In It To Win It" – 3:41
11. "Flashback" – 3:01
12. "Fundamental" – 3:48